# 전자 드럼

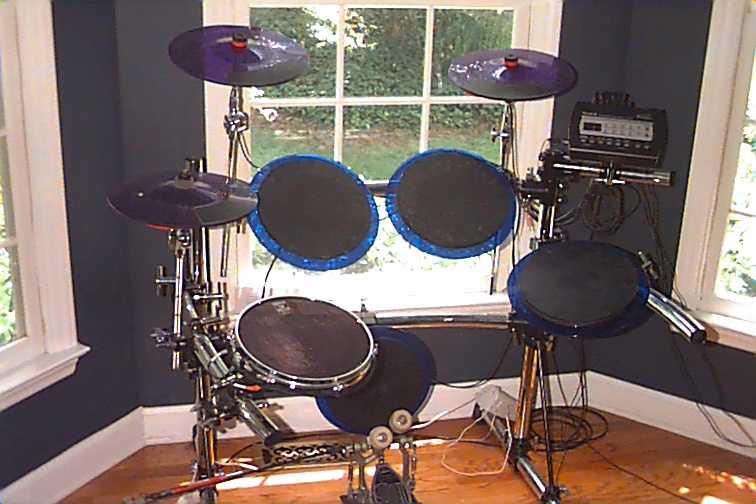
핀테크가 만든 기본 전자 드럼 세트이다.

전자 드럼(Electronic Drum)은 현대의 전자 악기로서 주로 음향 드럼 키트 또는 기타 타악기의 대체 수단으로 사용하도록 설계되었다. 전자 드럼은 합성 또는 샘플링된 타악기 소리와 하나 이상의 전기 센서 또는 센서 장착 패드를 생성하는 전자 또는 디지털 사운드 모듈로 구성된다. 일반적인 드럼과 마찬가지로, 센서나 패드는 드럼 스틱이나 손으로 치며(드럼 패드의 유형에 따라 다름) 어쿠스틱 드럼 키트(또는 타악기)와 유사한 방식으로 재생된다.
엄밀히 말하면, 미리 프로그램된 전자 드럼 트랙과 전자 또는 디지털 드럼 머신을 연주하는 모듈은 전자 드럼이 아니다. 왜냐하면 드럼 연주자나 다른 음악가가 아닌 프로그램이 소리를 유발하기 때문이다.

## 요소

### 센서 및 패드
센서가 내장된 패드와 플라스틱 심벌즈는 스탠드나 여러 스탠드에 장착돼 드러머가 원하는 위치에 놓을 수 있다.

### 드럼 모듈
전자 드럼 모듈은 전자 드럼의 동기화 모듈과 동일하다. 여기에는 합성 드럼 사운드 또는 트리거된 샘플을 생성하는 전자 및 디지털 회로가 포함되어 있다. 드럼 모듈에는 드러머가 변경할 수 있도록 전면 또는 상단에 여러 개의 음향 조절기, 버튼 및 노브가 있다. 드러머에게 설정 및 상태에 대한 정보를 제공하는 디스플레이에는 일반적으로 몇 가지 유형이 있다. 여기에는 LCD 또는 LED 화면과 센서가 트리거될 때 켜지는 개별 LED가 포함될 수 있다. 드럼 모듈은 일반적으로 스탠드에 장착되어 드러머가 스탠드에 쉽게 접근하여 디스플레이 및 기타 시각적 표시등을 볼 수 있다. 드럼 모듈의 후면이나 상단에는 센서, 오디오 아웃, MIDI를 꽂거나 빼는 여러 개의 잭이 있는 패치 베이가 있다.